# Elimination Chamber (2011)
L'édition 2011 de l'Elimination Chamber (également connue sous le nom de No Way Out en Allemagne) est une manifestation de catch (lutte professionnelle) télédiffusée et visible uniquement en paiement à la séance. L'événement, deuxième édition de WWE Elimination Chamber (qui succédait en 2010 à No Way Out) est produit par la World Wrestling Entertainment et s'est déroulé le 20 février 2011 à l'Oracle Arena de la ville d'Oakland, aux États-Unis,. Cinq matchs, tous annoncés, ont pris place.

## Historique
Les spectacles de la World Wrestling Entertainment en paiement à la séance sont constitués de matchs aux résultats prédéterminés par les scénaristes de la WWE. Ces rencontres sont justifiées par des storylines - une rivalité avec un catcheur, la plupart du temps - ou par des qualifications survenues dans les émissions de la WWE telles que Raw, SmackDown et Superstars. Tous les catcheurs possèdent un gimmick, c'est-à-dire qu'ils incarnent un personnage gentil ou méchant, qui évolue au fil des rencontres. Un pay-per-view comme Elimination Chamber est donc un événement tournant pour les différentes storylines en cours.

### The Miz contre Jerry Lawler
Lors du Raw du 31 janvier 2011, le General Manager (directeur scénaristique) anonyme de Raw organise le Raw Rumble, un mini-Royal Rumble match à sept participants : le gagnant devient challenger no 1 au Championnat de la WWE, détenu par The Miz. C'est Jerry Lawler qui l'emporte, et obtient donc un match pour le titre à Elimination Chamber. Par ailleurs, comme il l'était précisé dans la stipulation du match de qualification, les six autres participants, à savoir John Cena, Randy Orton, King Sheamus, Johnny Morrison, CM Punk et R-Truth, deviennent officiellement les six participants d'un Elimination Chamber match qui permettra à son vainqueur de devenir le nouveau challenger au titre, et d'affronter le gagnant du match pour le titre du Miz lors de WrestleMania XXVII.

#### Détails du Raw Rumble match
| Entrée | Entrant         | Ordre d'élimi. | Éliminé par  |
| ------ | --------------- | -------------- | ------------ |
| 1      | Johnny Morrison | 4              | Sheamus      |
| 2      | King Sheamus    | 6              |              |
| 3      | John Cena       | 5              | Jerry Lawler |
| 4      | CM Punk         | 1              | Randy Orton  |
| 5      | R-Truth         | 3              | John Cena    |
| 6      | Jerry Lawler    | -              | Gagnant      |
| 7      | Randy Orton     | 2              | R-Truth      |

### Elimination Chamber de SmackDown
Le 1er février 2011 (diffusé le 4) à SmackDown, la General Manager exécutive (Acting General Manager) de SmackDown Vickie Guerrero (en remplacement de Theodore Long pour des raisons scénaristiques) annonce que le Champion du Monde poids-lourds, Edge, défendra lors de l'Elimination Chamber son titre dans un Elimination Chamber match. Hormis Edge, qualifié d'office pour défendre son titre, elle annonce également que Dolph Ziggler (son compagnon scénaristique) est également admis d'office dans le match. Les quatre autres participants sont établis lors de matchs qualificatifs : Drew McIntyre se qualifie en battant Kofi Kingston, Rey Mysterio en battant Jack Swagger, Kane en battant Chavo Guerrero, et Wade Barrett en battant The Big Show.
Le gagnant affrontera lors de WrestleMania XXVII Alberto Del Rio, gagnant du Royal Rumble 2011, qui a déjà annoncé (sa victoire lui donnant un match de championnat du monde pour WrestleMania) qu'il tentera de remporter le Championnat du Monde poids-lourds.
L'organisation du match est modifiée la semaine précédente : pour ne pas avoir respecté la stipulation d'un match pour le titre (il ne devait pas porter son spear), Vickie Guerrero destitue Edge de sa ceinture le 14 février au profit de son adversaire Dolph Ziggler. L'intronisation doit avoir lieu le 18 février à SmackDown!, mais au moment où Ziggler doit recevoir le Champion du Monde poids-lourds, Theodore Long fait son retour et organise immédiatement un match pour le championnat entre les deux hommes, qu'Edge remporte et gagne ainsi son 11e titre mondial. Tout de suite après, Teddy Long renvoie Dolph Ziggler, laissant une place libre pour l'Elimination Chamber match.

## Matchs
| #                                                                      | Match                                                                                   | Stipulation                                                                                               | Durée |
| ---------------------------------------------------------------------- | --------------------------------------------------------------------------------------- | --- | ----- |
| Dark                                                                   | Daniel Bryan bat Ted DiBiase                                                            | Match simple                                                                                              | 7:08  |
| 1                                                                      | Alberto Del Rio bat Kofi Kingston (c)                                                   | Match simple (Le titre n'était pas en jeu)                                                                | 10:30 |
| 2                                                                      | Edge (c) bat Drew McIntyre, Rey Mysterio, Kane, Wade Barrett et le Big Show             | Elimination Chamber Match pour le Championnat du Monde poids-lourds                                       | 31:30 |
| 3                                                                      | Justin Gabriel & Heath Slater (The Corre) battent Santino Marella & Vladimir Kozlov (c) | Match simple pour le Championnat par équipe de la WWE                                                     | 5:08  |
| 4                                                                      | The Miz (c) bat Jerry Lawler                                                            | Match simple pour le WWE Championship                                                                     | 12:10 |
| 5                                                                      | John Cena bat King Sheamus, CM Punk, Randy Orton, Johnny Morrison et R-Truth            | Elimination Chamber Match ; le vainqueur obtient un match pour Championnat de la WWE à WrestleMania XXVII | 33:12 |
| (c) désigne le(s) champion(s) défendant son(leur) titre dans le match. |                                                                                         | |       |

## Détails des Elimination chamber matchs

### Pour le Championnat du Monde poids-lourds
| Élimination # | Catcheur      | Entrée | Éliminé par | Manière                | Temps |
| ------------- | ------------- | ------ | ----------- | ---------------------- | ----- |
| 1             | Wade Barrett  | 3      | Big Show    | KO Punch               | 18:48 |
| 2             | Big Show      | 6      | Kane        | 619, Spear & Chokeslam | 20:54 |
| 3             | Drew McIntyre | 5      | Kane        | Chokeslam              | 21:09 |
| 4             | Kane          | 4      | Edge        | Spear                  | 22:50 |
| 5             | Rey Mysterio  | 2      | Edge        | Spear (aérien)         | 31:30 |
| Vainqueur     | Edge          | 1      |             |                        |       |

### Pour être le challenger au titre de la WWE
| Élimination # | Catcheur      | Entrée | Éliminé par   | Manière                                  | Temps |
| ------------- | ------------- | ------ | ------------- | ---------------------------------------- | ----- |
| 1             | R-Truth       | 5      | Sheamus       | The Brogue Kick                          | 17:31 |
| 2             | Randy Orton   | 3      | CM Punk       | GTS                                      | 21:33 |
| 3             | Sheamus       | 2      | John Morrison | Diving Crossbody du haut de la cellule.  | 25:16 |
| 4             | John Morrison | 1      | CM Punk       | GTS                                      | 32:50 |
| 5             | CM Punk       | 6      | John Cena     | Attitude Adjustment sur le sol en métal. | 33:12 |
| Vainqueur     | John Cena     | 4      |               |                                          |       |

## Déroulement
Le premier match de la soirée se déroule entre Alberto Del Rio et le champion intercontinental Kofi Kingston (son titre n'est pas en jeu dans ce match). Après une dizaine de minutes de match, Alberto Del Rio l'emporte en faisant abandonner son adversaire sur un Cross Armbreaker.
Le deuxième match sera l'Elimination Chamber match pour le championnat du Monde Poids Lourds auquel participent Kane, Rey Mysterio, Wade Barrett, Big Show (en remplacement de Dolph Ziggler qui avait viré deux jours plus tôt à SmackDown par Theodore Long), Drew Mcintyre et l'actuel champion du Monde Poids Lourds Edge. Le match commence entre Edge & Rey Mysterio, ils seront rejoints cinq minutes plus tard par Wade Barrett, dix minutes plus tard par Kane, quinze minutes plus tard par Drew Mcintyre, et vingt minutes plus tard par Big Show ; ce dernier éliminera Wade Barrett d'un KO Punch, après cela tous les autres travaillent en équipe sur lui pour pouvoir ce qu'il feront après lui appliquer leurs prises de finition qui seront terminées par Kane et un Chokeslam. Directement après, il éliminera Drew Mcintyre de la même manière, c'est ensuite au tour de Kane de se faire éliminer par Edge après un Spear (sur lui et Mysterio). Après son élimination Kane ne sort pas directement de la chambre puisqu'il porte un Chokeslam sur les deux derniers survivants. La finale se dispute donc entre les deux hommes qui ont engagé les hostilités. Durant cette finale Rey Mysterio parvient à se dégager d'un Spear alors parvient à se relever d'un 619 et du Splash, c'est finalement Edge qui remportera le match avec un second Spear (aérien) et il conserve donc le championnat du Monde Poids Lourds. Mais après le combat Alberto Del Rio (qui avait choisi d'affronter le champion du Monde Poids Lourds à WrestleMania XXVII après sa victoire au Royal Rumble match) agresse Edge en lui portant son Cross Armbreaker, c'est à ce moment que Christian fait son retour (lui qui avait été blessé par Alberto Del Rio en septembre dernier) et se venge de l'aristocrate mexicain en lui portant un KillSwitch et finira par porter son Spear sur Alberto Del Rio avant de célébrer sa victoire.
Avant le troisième match, Booker T arrive sur le ring pour annoncer le troisième membre du jury de Tough Enough (après lui-même et "Stone Cold" Steve Austin) qui est Trish Stratus.
Le troisième match sera disputé pour le championnat par équipes de la WWE, avec les actuels champions Santino Marrella et Vladimir Kozlov qui font à The Corre représentés par Justin Gabriel et Heath Slater (accompagnés par Ezekiel Jakson). Après cinq minutes de combat Justin Gabriel porte son 450 Splash sur Vladimir Kozlov pour remporter le match ainsi que les titres par équipes.
Avant le quatrième match, Vickie guerrero arrive sur le ring et dit qu'elle s'excuse pour ce qu'elle a fait à Dolph Ziggler (ce dernier avait agressé le manager général de SmackDown). Theodore Long arrive et dit qu'il est d'humeur à rengager quelqu’un, mais contrairement à ce que Vickie croit il n'a pas réengagé Dolph Ziggler mais Kelly Kelly. Cette dernière se venge de Vickie Guerrero (qui l'avait renvoyée) , mais alors qu’elle s'apprête à se venger, les Laycool arrive pour attaquer Kelly Kelly, mais Trish Stratus intervient à son tour pour sauver Kelly Kelly, elle se débarrasse à elle seule des Laycool (en leurs portant un double Stratusfaction).
Le quatrième match sera disputé entre le Hall of Famer Jerry "the king" Lawler et le champion de la WWE The Miz (qui remet son titre en jeu). Après treize minutes de match The Miz porte son Skull Crashing Finale pour remporter la victoire et conserver son titre. À noter que durant le match Alex Riley est intervenu en la faveur du Miz en faisant vaciller Jerry Lawler et que, plus tard dans le match The Miz a été balancé par-dessus la table des commentateurs directement sur Micheal Cole. The Miz défendra donc le titre de la WWE à WresttleMania XXVII.
Le cinquième et dernier match de la soirée sera le second Elimination Chamber match. Il sera disputé entre Sheamus, John Morrisson, John Cena, Randy Orton, R-Truth et CM Punk. Les deux premières superstars qui ont entamé le combat sont Sheamus et John Morrisson, qui seront rejoints cinq minutes plus tard par Randy Orton, dix minutes plus tard par CM Punk, qui lors de sa sortie de sa chambre est resté coincé dans la porte et Randy Orton en profitant pour le tabasser, il parvient à le faire sortir de sa chambre et l'élimine directement après avec un RKO. Mais le manager anonyme de RAW intervient en annonçant que CM Punk n’a pas eu l'opportunité de pouvoir combattre justement et annonce qu'il le réintègre dans le match en lui permettant de retourner dans sa chambre. C’est ensuite au tour de John Cena qui rentre dans le combat, suivi quelques minutes plus tard par R-Truth, ce dernier est resté à peine dans ce match puisqu'il a été éliminé par Sheamus avec un Brogue Kick. C’est donc maintenant le retour de CM Punk dans ce match qui parvient à éliminer Randy Orton après un Brogue Kick de Sheamus et un GTS de sa part. Le prochain éliminé est Sheamus à la suite d'un CrossBody de John Morrisson du haut de la cage, John Morrisson est le prochain à être éliminé après que CM Punk a contré son Straship Pain avant d'enchainer avec son GTS. Mais CM Punk se fait éliminer juste après à la suite d'Attitude Adjusment de John Cena sur le sol en acier. C’est donc qui remporte le match et qui affrontera le champion de la WWE The Miz dans le Main-Event de WrestleMania XXVII.